# Rafael Caldera
Rafael Antonio Caldera Rodríguez (tiếng Tây Ban Nha phát âm: [rafael antonjo kaldeɾa roðɾiɣes]; ngày 24 tháng 1 năm 1916 – 24 tháng 12 năm 2009) là Tổng thống Venezuela giai đoạn 1969–1974 và một lần nữa giai đoạn 1994–1999.
Caldera dạy xã hội học và pháp luật tại nhiều trường đại học khác nhau trước khi bước vào lĩnh vực chính trị. Ông là thành viên sáng lập của COPEI, Đảng Dân chủ Thiên chúa giáo của Venezuela. Ông lần đầu tiên tranh cử tổng thống nhưng không thành công vào năm 1947 và đã cố gắng mỗi lần có thể cho đến khi thành công trong năm 1968, chiến thắng với cách biệt tương đối ít ỏi 33.000 phiếu so trước một đảng ngay trước đó bị chia rẽ, Đảng Democrática Accion. Khi ông tuyên thệ nhậm chức vào năm 1969, nó đánh dấu sự chuyển giao quyền lực hòa bình đầu tiên từ một đảng này sang một đảng khác trong lịch sử của Venezuela. Trong nhiệm kỳ tổng thống đầu tiên của mình, Caldera đã có thể bình định đất nước bằng cách cấp một lệnh ân xá cho phép các chiến binh du kích, người đã hoạt động bí mật gần một thập niên, tái hòa nhập vào xã hội và tham gia vào chính trị.
Năm 1993, Caldera tách khỏi COPEI, đảng mà ông đã thành lập, để tạo thành một đảng chính trị mới, Đảng Hội tụ, được hỗ trợ bởi một liên minh của nhiều đảng cánh tả nhỏ: (MAS, MEP, PCV) cũng như một số đảng trung hũu (URD, MIN), đưa Caldera lên làm tổng thống vào tháng 12 năm 1993. Đây là một đòn chí tử cho các đảng truyền thống, không có thủ lĩnh và đánh mất tinh thần, thu hút được ít phiếu bầu trong cuộc bầu cử. Ông đã giành một chiến thắng rất hẹp trong cuộc bầu cử tổng thống năm đó. Trong suốt thời kỳ tổng thống thứ hai, ông ra lệnh tha Hugo Chávez, người cuối cùng đã kế vị ông vào năm 1999.